# Mariaan de Swardt
Mariaan de Swardt (ur. 18 marca 1971 w Johannesburgu) – południowoafrykańska tenisistka, mistrzyni Australian Open i Roland Garros w grze mieszanej.
Mariaan jest córką Awie de Swardt i jego żony, Marie. Ma siostrę Daleen oraz braci Awie i Jaco. Jako profesjonalna tenisistka występowała na kortach do 2001 roku. W trakcie kariery zawodowej wygrała pięć turniejów z cyklu WTA, jeden w grze pojedynczej w Bostonie w 1998 roku oraz cztery w grze podwójnej (między innymi u boku Jany Novotnej i Ruxandry Dragomir). 19 października 1998 roku osiągnęła najwyższą, jedenastą lokatę w zawodowym rankingu deblistek. Starty w konkurencji singlowej przyniosły jej dwudzieste ósme miejsce na świecie dnia 8 kwietnia 1996 roku. Jej największym zwycięstwem w karierze pozostaje triumf nad Steffi Graf z Brighton, co miało miejsce w roku 1995.
W roku 1995 doszła do czwartej rundy turnieju wimbledońskiego, osiągając najlepszy w karierze rezultat wielkoszlemowy (w singlu). W 1999 sięgnęła po trofeum Wielkiego Szlema, wygrywając razem z Davidem Adamsem Australian Open. W finale pokonali Serenę Williams i Maksa Mirnego. Dwa lata później z tym samym tenisistą południowoafrykańskim wygrała French Open. W ostatecznym spotkaniu odprawili australijski duet, Rennae Stubbs i Todda Woodbridge’a. Dwukrotnie uczestniczyła w letnich igrzyskach olimpijskich, po raz pierwszy w 1992 roku w Barcelonie.
Mariaan reprezentowała swój kraj w rozgrywkach Pucharu Federacji. Ponadto zajmowała się komentowaniem meczów tenisowych na antenie Eurosportu i narodowej telewizji południowoafrykańskiej.